# Therobia leonidei
Therobia leonidei là một loài ruồi trong họ Tachinidae.